# Jikov
JIKOV jest marką podzespołów (głównie gaźników), które były przeznaczone dla przemysłu motoryzacyjnego.
Produkcja podzespołów marki JIKOV została zapoczątkowana w 1954 roku przez czechosłowacką (obecnie czeską) firmę MOTOR (obecnie MOTOR JIKOV), która istnieje od 1899 roku.
Produkcja została zakończona w latach dziewięćdziesiątych XX w. JIKOV kojarzony jest głównie z gaźnikami stosowanymi w motocyklach Jawa, CZ oraz w samochodach Škoda, a także Wartburg oraz FSO/FSM Syrena i Polski Fiat 126p.
Oprócz gaźników produkowane były również inne podzespoły układu paliwowego np. kraniki paliwa JIKOV stosowane w motocyklach.
Ze względu na to, że motocykle Jawa oraz CZ cieszyły się w dużą popularnością w Polsce oraz w innych krajach można dziś bez problemu zdobyć repliki niegdyś produkowanych gaźników JIKOV oraz innych elementów układu paliwowego.
Jikov 2917 PSb-jest to gaźnik produkowany do motorowerów czechosłowackiej produkcji Jawa, a także polski Romet Ogar 200 z silnikiem Jawa 223.
Poniżej znajduje się tabela przedstawiająca typy gaźników JIKOV stosowane w motocyklach Jawa.
| Marka motocykla         | Marka i typ gaźnika  | Średnica gardzieli [mm] | Dysza główna | Dysza wolnych obrotów | Ustawienie iglicy | Ustawienie śruby wolnych obrotów |
| ----------------------- | -------------------- | ----------------------- | ------------ | --------------------- | ----------------- | -------------------------------- |
| Jawa 550 i 555          | Jikov 2914 Hz        | 14                      | 62           | -                     | 2                 | -                                |
|                         | Jikov 2912           | 22                      | 52           | -                     | -                 | -                                |
| Jawa CZ 175 typ 356     | Jikov 2924 M11       | 24                      | 100          | 55                    | 4                 | 1/2                              |
|                         | Jikov 2924 M12       | 24                      | 100          | 55                    | 4                 | 3/4                              |
|                         | Jikov 2924 SB11      | 24                      | 110          | 55                    | 4                 | 1/2 - 3/4                        |
| Jawa 250 typ 11 (Perak) | Jikov 2924 H         | 24                      | 100          | 50                    | 3                 | 1/2                              |
| Jawa 250 typ 353        | Jikov 2924 TR        | 24                      | 95           | 55                    | 3                 | 1/4                              |
| Jawa (250 typ 353/03)   | Jikov 2926 TR        | 26                      | 103          | 60                    | 2                 | 1/4                              |
| Jawa CZ 250 typ 353/04  | Jikov 2926 SB11(SBD) | 26                      | 120          | 60                    | 4                 | 1/2                              |
| Jawa CZ 250 typ 353/03  | Jikov 2926 M11       | 26                      | 100          | 60                    | 2                 | 1                                |
| Jawa 350 typ 354        | Jikov 2924 TR        | 24                      | 110          | 55                    | 3                 | 1/4                              |
| Jawa 350 typ 354/03     | Jikov 2924 M14       | 24                      | 112          | 60                    | 5                 | 1/2                              |
| Jawa 350 typ 354/04     | Jikov 2924 SB13(SBD) | 24                      | 125          | 60                    | 4                 | 1/4 - 3/4                        |

Jikov 32 SEDR - gaźnik dwustopniowy (z pompą przyspieszającą). Stosowany w samochodzie Wartburg 353 S (1984-1988) oraz samochodach Škoda 105, Škoda 120 i Polski Fiat 125p.